# Franz Oberacher
Franz Oberacher (Natters, 24 marzo 1954) è un ex calciatore austriaco, di ruolo centrocampista.

## Caratteristiche tecniche
Era un'ala destra.

## Carriera

### Club
Ha giocato nella prima divisione austriaca ed in quella tedesca, oltre che nella seconda divisione tedesca.

### Nazionale
Ha partecipato ai Mondiali del 1978.

## Palmarès

### Club

#### Competizioni nazionali
- Coppa dei Paesi Bassi: 1

AZ Alkmaar: 1981-1982
- Campionato tedesco di seconda divisione: 1

Norimberga: 1979-1980